# Miguel Marozzi
Miguel Marozzi (* 27. Oktober 1947 in Canelones) ist ein uruguayischer Komponist, Pianist, Cembalist und Musikpädagoge.

## Leben
Marozzi studierte Klavier bei Renée Pietrafesa Bonnet, Hugo Balzo und Luis Batlle Ibáñez, Cembalo bei Mario Videla und Komposition bei Héctor Tosar. Er trat als Pianist solistisch und als Mitglied von Kammerensembles auf und spielte Uraufführungen uruguayischer und anderer lateinamerikanischer Kompositionen. 2006 trat er mit dem deutschen Ensemble Aventure in Montevideo auf. Auch als Cembalist spielte er Uraufführungen von Werken zeitgenössischer Komponisten wie György Ligeti und Gordon Mumma. Die B’nai B’rith würdigten 1985 seine Leistungen als Cembalist mit dem Fellowship Award.
Als Lehrer wirkte Marozzi u. a. am Núcleo de Educación Musical und an der Escuela Universitaria de Música der Universidad de la República. Von 1971 bis 1975 gehörte er zu den Organisatoren der Cursos Latinoamericanos de Música Contemporánea. Er ist Mitglied der Sociedad Uruguaya de Música Contemporánea, der uruguayischen Sektion der International Society for Contemporary Music.
Neben Klavierwerken, Kammermusik und Chorwerken a cappella komponierte Marozzi auch mehrere Schauspielmusiken, u. a. zu Los comediantes, La casa de Bernarda Alba und Las de Barranco.